# Tyrell Jenkins
Tyrell Deon Jenkins (né le 20 juillet 1992 à Henderson, Texas, États-Unis) est un lanceur droitier des Padres de San Diego de la Ligue majeure de baseball.

## Carrière
Tyrell Jenkins est le 50e athlète sélectionné au total lors du repêchage 2010 des joueurs amateurs et est l'un des choix de premier tour des Cardinals de Saint-Louis. Il perçoit une prime de 1,3 million de dollars à la signature de son premier contrat professionnel avec les Cardinals.
Jenkins fait ses débuts en ligue mineure en 2010 et joue quatre saisons avec des clubs affiliés aux Cardinals. Le 17 novembre 2014, Saint-Louis échange Jenkins et le lanceur droitier Shelby Miller aux Braves d'Atlanta, en retour du voltigeur étoile Jason Heyward et le releveur droitier Jordan Walden.
Jenkins fait ses débuts dans le baseball majeur avec Atlanta le 22 juin 2016. Il fait durant l'année 14 apparitions au monticule pour les Braves, dont 8 comme lanceur partant. En 52 manches lancées, sa moyenne de points mérités s'élève à 5,88. Après la saison, il change plusieurs fois d'équipe. D'abord, le 8 décembre 2016, les Braves le transfèrent ainsi que le lanceur gaucher des ligues mineures Brady Feigl aux Rangers du Texas en échange du lanceur droitier Luke Jackson. Puis il est réclamé au ballottage à deux reprises avant le début de la saison suivante : par les Reds de Cincinnati le 23 décembre 2016 et par les Padres de San Diego le 3 janvier 2017.